# Mont-Saint-Martin (Ardennes)
Mont-Saint-Martin település Franciaországban, Ardennes megyében. Lakosainak száma 88 fő (2022. január 1.). Mont-Saint-Martin Liry, Saint-Morel, Semide, Sugny és Contreuve községekkel határos.

## Népesség
A település népességének változása:
| Lakosok száma | 133  | 95   | 83   | 82   | 76   | 77   | 83   | 87   | 89   | 88   |
|               | 1968 | 1982 | 1990 | 2006 | 2013 | 2015 | 2017 | 2019 | 2020 | 2022 |